# اسکات فلیندرز
اسکات فلیندرز (انگلیسی: Scott Flinders؛ زادهٔ ۱۲ ژوئن ۱۹۸۶) بازیکن فوتبال اهل بریتانیا است.
از باشگاه‌هایی که در آن بازی کرده‌است می‌توان به باشگاه فوتبال کریستال پالاس، باشگاه فوتبال یورک سیتی، باشگاه فوتبال یئوویل تاون، باشگاه فوتبال بارنزلی، باشگاه فوتبال هارتل پول یونایتد، باشگاه فوتبال مکلسفیلد تاون، باشگاه فوتبال گیلینگام، باشگاه فوتبال بلکپول، باشگاه فوتبال فالکیرک، و باشگاه فوتبال برایتون اند هوو آلبیون اشاره کرد.
وی همچنین در تیم ملی فوتبال زیر ۲۰ سال انگلستان بازی کرده‌است.